# Neutrophile associé aux tumeurs
Comme les macrophages, les neutrophiles peuvent acquérir soit une activité antitumorale (neutrophiles N1), soit une activité protumorale (neutrophiles N2) : les neutrophiles associés aux tumeurs (TAN). Après une stimulation par des cytokines, les neutrophiles acquièrent la capacité de se polariser en antitumoral (Neutrophil 1 ou N1) ou en pro- phénotype tumoral (Neutrophil 2 ou N2),,.
La plupart des cellules inflammatoires des tumeurs solides sont des neutrophiles et leur densité intratumorale élevée est en corrélation avec la présence de métastases ganglionnaires, le grade histologique de la tumeur et le stade clinique. La tumeur et son microenvironnement contrôlent le recrutement des neutrophiles et que les neutrophiles associés aux tumeurs peuvent réguler la progression tumorale ou le contrôle de la croissance tumorale.
L'activité N1 contre la croissance tumorale et les métastases est exercée par une cytotoxicité directe ou dépendante des anticorps ainsi que par l'activation de différentes cellules immunitaires innées et adaptatives, notamment les lymphocytes T et B, les cellules tueuses naturelles et les cellules dendritiques présentent une activité NADPH oxydase accrue, ce qui conduit à la production de dérivés réactives de l’oxygène, qui, à leur tour, sont cytotoxiques pour les cellules tumorales.
Au contraire, les N2 favorisent, directement ou indirectement, la croissance tumorale ainsi que la dissémination des cellules tumorales en sécrétant des enzymes de remodelage de la matrice extracellulaire et des facteurs pro-angiogéniques qui favorisent les métastases et l'angiogenèse,.

## Sources
- Cet article est une traduction incomplète de Masucci MT, Minopoli M and Carriero MV (2019) Tumor Associated Neutrophils. Their Role in Tumorigenesis, Metastasis, Prognosis and Therapy. Front. Oncol. 9:1146. doi: 10.3389/fonc.2019.01146